# Cort

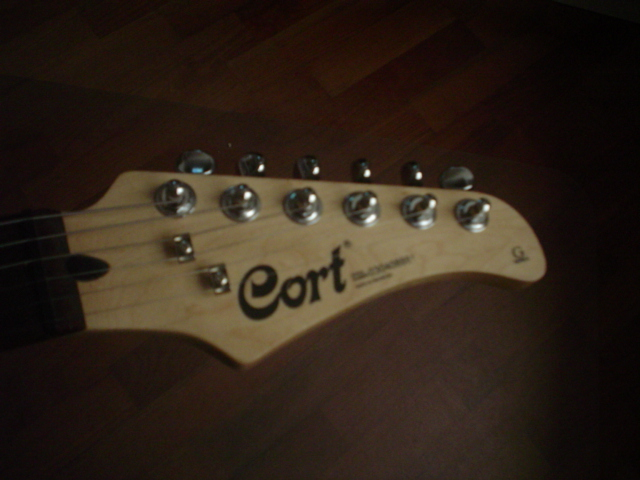
Il logo della Cort

Cort è un'industria che produce chitarre e bassi con sede in Corea del Sud. La Cort è una delle più grandi fabbriche di chitarre del mondo e produce strumenti musicali anche per altre aziende.

## Storia
La storia della Cort si basa sul lavoro di Jack Westheimer, uno dei primi promotori di chitarre prodotte in Giappone e in Corea del Sud. Il nome Cort deriva da una forma abbreviata di "Cortez", una marca principalmente di chitarre acustiche prodotte in Giappone per conto di Westheimer. Egli fondò nel 1973, insieme al socio Yung H. Park, la Yoo-Amperora, con sede in Corea; questa fabbrica si sarebbe poi trasformata in quella che è oggi la Cort.
Il marchio Cort è stato usato fin dagli anni sessanta, ma è solo a partire dagli anni settanta che essa comincia ad attirare l'attenzione sui suoi prodotti. L'amministratore delegato della ditta resta Park. La fabbrica principale della Cort è situata ad Incheon, in Corea del Sud, ma succursali sono state aperte a Daejeon (per le chitarre acustiche) e a Soerabaya, in Indonesia. In totale, la Cort costruisce annualmente 600.000 chitarre.

## Modelli
La Cort non ha un modello di chitarra che potrebbe essere denominato la loro "firma", come la Stratocaster per la Fender o la Les Paul per la Gibson. Al contrario, la Cort produce una vasta gamma di chitarre per potersi adattare allo stile di diversi chitarristi e generi musicali. La produzione è incentrata su chitarre elettriche, acustiche e bassi elettrici.
Chitarre elettriche:
- Serie CR
- Serie EVL
- Serie G
- Serie KX
- Serie M
- Serie X
- Serie Zenox
- Serie Jazz box
- Serie Masterpiece
- Serie Signature

Chitarre acustiche:
- Serie Limited Edition
- Serie Earth
- Serie SFX
- Serie NTL
- Serie CJ
- Serie MR
- Serie Classica
- Serie Standard

Bassi elettrici:
- Serie Masterpiece
- Serie Signature
- Serie GB
- Serie Arona

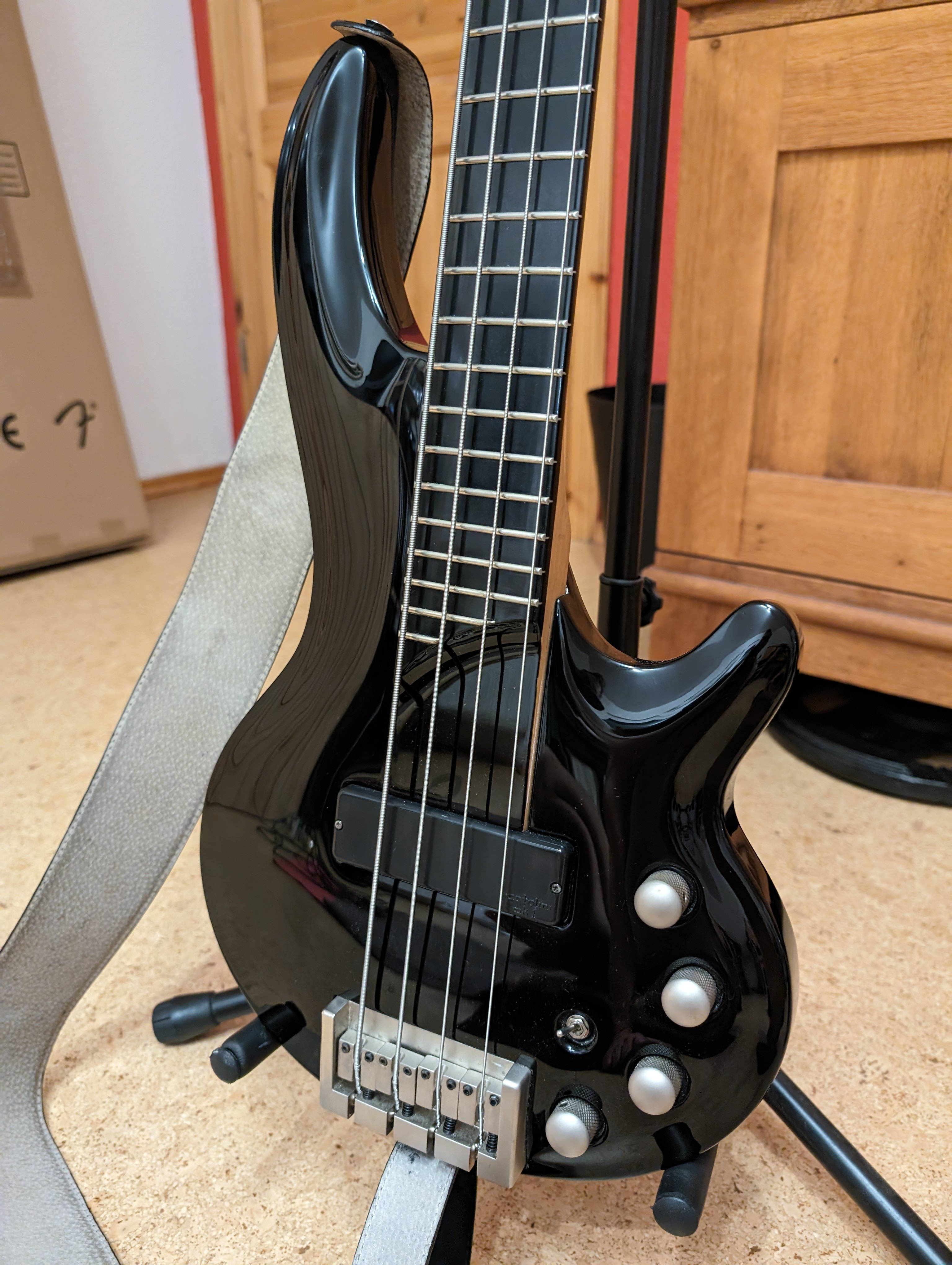
Basso Cort Curbow

- Serie Artisan (sarebbero i vecchi "CM Artist Series")
- Serie Curbow
- Serie PB1L
- Serie Action
- Serie EVL
- Serie T

Present Signature Models:
- Cort MBC-1 "Matt Bellamy Signature" by Manson
- Cort the Rhithimic/the Rhithimic V "Jeff Berlin Signature"

Oltre ai modelli attualmente in produzione, la Cort ne ha prodotti molti altri, tra cui le chitarre della serie S e Viva. Solo i modelli più economici erano tuttavia copie delle chitarre più diffuse, come per esempio la già citata Stratocaster.

## Altre produzioni
La produzione principale della Cort non si basa sulle proprie chitarre, ma piuttosto sul lavoro a contratto per numerose altre aziende. Generalmente, infatti, le grandi aziende fanno produrre alla Cort chitarre da vendere poi col proprio marchio, sfruttando il minor costo della mano d'opera sudcoreana. Fra di esse le più famose sono la Ibanez, la Schecter, la serie LTD della ESP, la serie Tribute della G&L e linea Squier della Fender.
Negli ultimi anni, le piccole fabbriche di chitarre conosciute per l'alta qualità (e l'alto prezzo) dei loro prodotti hanno stretto simili accordi con la Cort per produrre una linea di chitarre a prezzi più bassi. La nord-irlandese Avalon, per esempio, ha raddoppiato le vendite in seguito all'accordo per la produzione di strumenti musicali nelle fabbriche della Cort.

## Chitarristi e bassisti
Questo è un elenco di famosi chitarristi e bassisti che utilizzano gli strumenti musicali della Cort.
- Matteo Di Gioia
- Hiram Bullock
- Larry Coryell
- Matt Murphy
- Pagelli
- Jim Triggs
- Neil Zaza
- Ricky García
- Billy Cox
- TM Stevens
- Rob Elrick
- Marco Arata
- Will Turpin
- Davide Quinto
- Gene Simmons
- Tony Amodio
- Fortunato Liberti
- Gary Sinise
- Lorenzo Feliciati
- Kriss/Breed Machine
- Totillo
- Ja/Breed Machine
- Jeff Berlin
- Matthew Bellamy